# Oliver, British Columbia
Oliver är en stad i den kanadensiska provinsen British Columbias sydligaste del. Den grundades 1918 som en by för arbetslösa militärveteraner, som stred i första världskriget. 1945 blev den klassificerad som ett samhälle (village) och 1990 som en stad. Oliver fick sitt namn från politikern John Oliver, som var regeringschef i British Columbia mellan 1918 och 1927.
Staden breder sig ut över 4,88 kvadratkilometer (km2) stor yta och hade en folkmängd på 4 824 personer vid den nationella folkräkningen 2011.